# Tokorcs
Tokorcs község Vas vármegyében, a Celldömölki járásban.

## Fekvése
Kemenesalja középső részén, a Cinca-patak mellékén, nem messze a Ság-hegytől és Celldömölk várostól találhatjuk az alig több mint 550 lakosú községet. Határa túlnyomórészt sík vagy enyhén hullámos, mezőgazdasági terület. Délre, a Cinca mentén található a határ legalacsonyabban fekvő része, míg észak-északnyugat felé a felszín fokozatosan emelkedik, és a peremén szőlőhegyekkel, gyümölcsösökkel, majd feljebb erdőkkel borított Cser fennsíkjába olvad át. Tokorcshoz tartozik az északnyugati irányban, alig több mint egy kilométerre, a szőlőhegy lankái alatt fekvő Újmihályfa.
A szomszédos települések: északkelet felől Kemenesmihályfa, délkelet felől a mindössze 3-4 kilométerre fekvő Celldömölk, délnyugat felől Mesteri, nyugat felől pedig Nagysimonyi. 

### Megközelítése
A település közlekedési adottságai jók: a Pápa-Celldömölk-Sárvár között húzódó 834-es főút átszeli a községet és érinti a határát a Székesfehérvár–Szombathely-vasútvonal is, bár annak Tokorcs területén nincs megállási pontja. A környező községek közül Mesterivel a 8431-es, Kemenesmihályfával pedig a 8453-as út köti össze. A legközelebbi vasúti csatlakozási lehetőség Kemenesmihályfa megállóhely, a falutól 2 kilométerre.

## Története
Első okleveles említése 1237-ből származik (Tucurch). Nevének eredete homályba vész, valószínűleg egy sitkei családról kapta, amelynek itt voltak birtokai. A család neve Tucurch volt. Első ismert birtokosai a Sitkeyek voltak, de a későbbiekben már a Dömölkyek, Kisfaludyak, Esterházyak is voltak itt tulajdonosok. A 18. századtól egy része a Felsőbüki Nagy, és a Batthyány családé lett.
A település neve – ma már nemzetközileg is – elsősorban a római korral foglalkozók körében jegyzett. Határából 1982-ben egy nagyméretű bronzedényben került elő az a 10 789 db bronz érmét, és mezőgazdasági eszközöket (őrlőkő alsó része, ekevas, csákányok, vaskolomp stb.) tartalmazó, i.sz. 378 körül elásott római kori kincslelet, amelyet a történészek szerint i.sz. 378 körül a népvándorláskori népek egyre erősödő támadásai miatt rejthettek el.
1567-ben német zsoldosok Sitkey Mihály türjei prépost 11 jobbágyának 100 Ft kárt okoztak. Bethlen Gábor hadjárata idején a törökök elfogtak egy falubelit, akit kiváltottak, de a tokorcsiak folyamatosan ezután sem voltak hajlandók adózni. A feljegyzések szerint 1588-ban, 1598-ban és 1610-ben hódoltak a fehérvári és pápai törököknek. Szőlőhegyét 1601-ben említik először.
Az itt lakók a kezdetektől földműveléssel foglalkoztak, bár a 19. században már sokan a vasútnál keresték kenyerüket. Mára a lakosság munkaképes része Celldömölk és Sárvár üzemeiben és helyi vállalkozóknál dolgozik.
Tokorcson 1990 óta Nagysimonyival közös körjegyzőség működik.

## Közélete

### Polgármesterei
- 1990–1994: Kovács Kálmán Endre (független)[3]
- 1994–1998: Ifj. Dömölki Lajos (független)[4]
- 1998–2002: Ifj. Dömölki Lajos (független)[5]
- 2002–2006: Dömölki Lajos (független)[6]
- 2006–2010: Dömölki Lajos (független)[7]
- 2010–2014: Lengyelné Csizmazia Éva (független)[8]
- 2014–2019: Lengyelné Csizmazia Éva (független)[9]
- 2019–2024: Lengyelné Csizmazia Éva (független)[10]
- 2024– : Lengyelné Csizmazia Éva (független)[1]

## Népesség
A település népességének változása:
| Lakosok száma | 347  | 340  | 351  | 391  | 380  | 371  | 389  |
|               | 2013 | 2014 | 2015 | 2021 | 2022 | 2023 | 2024 |

A 2011-es népszámlálás során a lakosok 92,1%-a magyarnak, 0,9% németnek, 0,6% románnak, 0,3% ukránnak mondta magát (7,9% nem nyilatkozott; a kettős identitások miatt a végösszeg nagyobb lehet 100%-nál). A vallási megoszlás a következő volt: római katolikus 29,2%, református 0,9%, evangélikus 39,9%, felekezet nélküli 4,1% (25,1% nem nyilatkozott).
2022-ben a lakosság 95%-a vallotta magát magyarnak, 1,1% németnek, 0,3% cigánynak, 0,3% ukránnak, 0,3% horvátnak, 1,6% egyéb, nem hazai nemzetiségűnek (5% nem nyilatkozott; a kettős identitások miatt a végösszeg nagyobb lehet 100%-nál). Vallásuk szerint 28,4% volt római katolikus, 26,6% evangélikus, 2,6% református, 0,3% ortodox, 2,1% egyéb keresztény, 1,6% egyéb katolikus, 2,4% felekezeten kívüli (35,8% nem válaszolt).

## Látnivalók

### AeroSág Repülőtér
Tokorcs idegenforgalmában jelentős fellendülést hozott az AeroSág repülőterének létesítése. Sétarepülésen és pilótaképzésen kívül lehetőség van itt lovaglásra; étterem, tekepálya, fallabdapálya, vendégszobák várják az érdeklődőket. Minden év pünkösdjén Repülősnapon vehetnek részt az érdeklődő látogatók. Az AeroSág honlapján rengeteg képpel tarkított bemutatkozása található a repülőtérnek. [A repülőtér és létesítményeinek legalább egy része egyébként Kemenesmihályfa területén helyezkedik el.]

### Faluház, I. világháborús emlékmű
A falu egyik büszkesége a faluház. A szép épülethez pár évvel később csatolták a nagytermet, színpaddal. A faluházban működik az önkormányzat, itt van az orvosi rendelő, az emeleten üzemel a könyvtár és az E-Magyarország pont. A galéria helytörténeti kiállításnak ad otthont. A faluház praktikus berendezésével és tágas udvarával kulturális rendezvények és közösségi alkalmak szép sorának szolgál helyszínéül.
A faluház mellett a falu I. világháborúban hősi halált halt lakóinak emlékműve látható.

### Evangélikus templom, harangláb, világháborús emlékmű
A tokorcsi evangélikus templomban minden hónap 1. 3. és 4. vasárnapján van istentisztelet. Tokorcs a Celldömölki gyülekezet leánygyülekezete. A haranglábat Braxatoris Andrea és Reisch Gábor tervezte. Épült 1972-ben. A harangot Balthasar Herald pozsonyi harang, ágyú és bronz öntőmester öntötte 1656-ban. Az oltár és a szószék terve Dr. Schulek Tibor és felesége, Majoros Edit munkája. A szószéken, az oltárterítőkön és a papi padon szimbólumok, az oltáron két angyal, a bárány és az úrvacsora jelképei, a szőlő és a kalász csodálatos ábrázolása. A fafaragásokat a Sitkén lakó Fóth Sándor bodnár-asztalos mester és fia, Fóth Zoltán készítették el a tervek alapján 1956-ban. A templom és a harangláb között található a falu világháborús áldozatainak emlékműve.

### Újmihályfai harangláb
Az I. világháborúban ágyunak beöntött harang helyett 1922-ben Újmihályfa közbirtokossága nevében öntette: Márkus József és Bertalan Lajos. Ez olvasható a harangon:
1991-ben a haranglábat készítette Tokorcs község önkormányzata és Újmihályfa közössége.

## Újmihályfa
Tokorcshoz tartozik Újmihályfa, amely északi irányban, alig több mint 1 km-re található a falu központjától. A feljegyzések 1409-ben említik először. Nevét a kuruc-labanc világban kapta, amikor az őslakosság ide menekült a harcok elől.
1857-ben már a két település lakosságát egyben számlálták, de hivatalos egyesülés csak 1890-ben történt meg. Újmihályfa népi neve Szatyorszeg, mert olyan kicsi volt, hogy egy szatyorba belefért volna. A hagyományok szerint valamikor a Cseren volt a falu, de a lakók ott vizet nem találtak, ezért leköltöztek. Első írásos nyoma 1767-ből származik. A 19. században inkább pusztaként tartották számon, mára egybeépült Tokorccsal. A szőlőtermesztés régi hagyományaira utal az is, hogy a környéken egy fekete szőlőfajtát máig Újmihályfainak neveznek.